# San Carlos (kanton)
San Carlos is een stad (ciudad) en gemeente (cantón) in de Costa Ricaanse provincie Alajuela. Het kanton beslaat een oppervlakte van ongeveer 3350 km², wat van San Carlos het grootste kanton van heel Costa Rica maakt. Het heeft een bevolkingsaantal van 188.000 inwoners.
De gemeente wordt onderverdeeld in dertien deelgemeenten (distrito): Quesada (de hoofdstad), Aguas Zarcas, Buenavista, Cutris, Florencia, Fortuna, Monterrey, Palmera, Pital, Pocosol, Tigra, Venado en Venecia.